# Stefano Mei
Stefano Mei (La Spezia, 3 febbraio 1963) è un ex mezzofondista e dirigente sportivo italiano, campione europeo dei 10000 metri piani a Stoccarda 1986 e presidente della Federazione Italiana di Atletica Leggera dal 31 gennaio 2021.

## Biografia
La sua attività sportiva iniziò con i campionati studenteschi nel 1976 e con la partecipazione ai Giochi della Gioventù nel 1977. Si mise in evidenza nel 1978, piazzandosi secondo nei campionati italiani allievi su pista (3000 m). Nel 1979 ottenne il primo titolo italiano e la prima maglia azzurra nella categoria juniores conseguendo, a soli 16 anni, un tempo di 8'08"64 nei 3000 m, all'epoca miglior prestazione di ogni tempo per la categoria, cui fecero seguito ben 41 presenze in nazionale. Nel 1980 stabilisce il record italiano allievi nei 1500 m (3'46"8), nei 2000 m (5'13"0) e nei 3000 m (8'03"71), mentre nel 1981 registra il record italiano juniores nei 1500 m (3'39"00) e nei 3000 m (7'56"87).
Nel 1984 stabilisce il nuovo record italiano sui 2000 m con 4'58"65 (precedente 5'00"0 Del Buono). Nel 1985 stabilisce il nuovo primato italiano indoor sui 1500 m con 3'39"55. Nel 1986 registra il primato italiano sui 1500 m con 3'34"57 (precedente 3'35"79 Materazzi) e sui 3000 m con 7'42"85 (precedente 7'45"2 Fontanella), oltre a quello indoor sui 3000 m (7'46"46). Vince il titolo italiano dei 1500 m nel 1985 con il tempo di 3'38"71 e si aggiudica quello dei 5000 m nel 1984 (13'48"27), nel 1986 (13'56"61), nel 1989 (13'54"55) e nel 1991 (13'43"98). Vince il titolo italiano indoor sui 3000 m nel 1985 (7'48"88), nel 1986 (8'03"44) e nel 1989 (7'54"28). Ha anche detenuto il primato italiano sui 1500 m piani indoor (dal 1985 al 1992) e outdoor (dal 1986 al 1990, battuto dall'attuale di Gennaro Di Napoli), ed ancora oggi è suo il record italiano per la categoria juniores dei 1500 m, ottenuto, a soli 18 anni, a Bologna in 3'39"00.
Nel 1982, all'Ippodromo delle Capannelle a Roma, ai Mondiali di corsa campestre, giunge al terzo posto, mentre ai campionati europei di Atene dello stesso anno si classifica all'ottavo posto nella batteria dei 1500 m. Nel 1983 ai campionati del mondo di Helsinki si classifica al nono posto nella semifinale dei 1500 m con il tempo di 3'41"78 (in batteria 3'39"93). Nel 1984 ai Giochi olimpici di Los Angeles si classifica al settimo posto nella semifinale dei 1500 m con il tempo di 3'37"96. Nel 1985, come rappresentante dell'Europa in Coppa del mondo di Canberra, vince la medaglia d'argento nei 5000 m con il tempo di 14'05"99, alle spalle dello statunitense Padilla (14'04"11). Nello stesso anno si classifica al terzo posto nella finale dei 1500 m nella Coppa Europa di Mosca con il tempo di 3'45"14 e si classifica al settimo posto ai Campionati europei indoor del Pireo nei 1500 m con il tempo di 3'41"26 (batteria 3'40"66). Ottiene inoltre il nono posto nella finale dei 3000 m ai Campionati del mondo indoor di Parigi con il tempo di 8'03"01 (in batteria. 8'00"18) e vince il titolo mondiale universitario dei 5000 metri a Kobe.
Nel 1986, ai Campionati europei di Stoccarda vince la medaglia d'oro nei 10000 m con il tempo di 27'56"79 e la medaglia d'argento nei 5000 m con 13'11"57, alle spalle del britannico Jack Buckner (13'10"15). Sempre nel 1986, si aggiudica ai campionati europei indoor di Madrid la medaglia d'argento nei 3000 m con il tempo di 7'59"12 alle spalle dell'austriaco Millonig (7'59"08).
Nel 1987 si classifica al sesto posto nella finale dei 1500 m nella Coppa Europa di Praga con il tempo di 3'47"57.
Fermato spesso da infortuni, nonostante una preparazione limitata, nel 1988 riesce comunque a classificarsi al settimo posto nella finale olimpica di Seul dei 5000 m con il tempo di 13'26"17 (vince la batteria con 13'42"96 e la semifinale con 13'24"20), miglior risultato sulla distanza di un atleta italiano. Nel 1989 ai campionati del mondo indoor di Budapest si classifica all'ottavo posto nei 3000 m con il tempo di 7'53"53 (in batteria 7'51"48) e vince il titolo mondiale universitario dei 5000 metri a Duisburg. Nel 1990, ai Campionati europei di Spalato vince la medaglia di bronzo nei 10000 m con il tempo di 28'04"46.
Per tutta la sua carriera è stato allenato dall'ex mezzofondista azzurro Federico Leporati.

### Dopo l'agonismo
Terminata la carriera agonistica, si è impegnato come dirigente sportivo, e anche in questo campo è riuscito a raggiungere importanti traguardi. Nel 2001 è stato eletto nel consiglio nazionale della federazione di atletica; nello stesso anno è stato eletto anche consigliere nazionale del CONI e vicepresidente della commissione nazionale atleti.
Nel 2003 è stato nominato presidente dell'Associazione Italiana Olimpici e nel 2008 è stato nuovamente eletto nel consiglio federale della Federazione di atletica italiana (FIDAL). Successivamente è stato nominato presidente della commissione atleti della stessa federazione. È stato direttore editoriale della rivista Atletica e nel 2017 è stato eletto presidente dell'Associazione Nazionale Atleti Olimpici e Azzurri d'Italia, associazione benemerita del CONI.
Il 31 gennaio 2021 viene eletto presidente della FIDAL con 31051 voti, sconfiggendo al ballottaggio il generale Vincenzo Parrinello con 26917.

## Progressione
| Anno | 800 m  | 1500 m  | 2000 m  | 3000 m  | 5000 m   | 10000 m  |
| 1982 |        | 3'39"23 |         |         | 13'45"48 |          |
| 1983 |        | 3'36"72 |         |         | 13'32"06 |          |
| 1984 |        | 3'36"62 | 4'58"65 |         | 13'24"5  |          |
| 1985 | 1'48"1 | 3'36"30 |         |         | 13'21"05 |          |
| 1986 |        | 3'34"57 |         | 7'42"85 | 13'11"57 | 27'43"97 |
| 1987 | 1'48"3 | 3'47"57 |         |         | 13'42"52 |          |
| 1988 |        | 3'40"42 |         |         | 13'24"20 | 27'57"06 |
| 1989 | 1'48"5 | 3'38"80 |         |         | 13'23"46 |          |
| 1990 |        |         |         |         | 13'24"98 | 27'56"30 |
| 1991 |        | 3'36"00 |         |         | 13'17"79 |          |
| 1992 |        |         |         |         |          | 29'12"13 |

## Palmarès
| Anno | Manifestazione              | Sede        | Evento         | Risultato  | Prestazione | Note |
| ---- | --------------------------- | ----------- | -------------- | ---------- | ----------- | ---- |
| 1979 | Europei juniores            | Bydgoszcz   | 3000 m piani   | 8º         | 8'10"64     |      |
| 1981 | Europei juniores            | Utrecht     | 3000 m piani   | 4º         | 8'01"62     |      |
| 1981 | Mondiali di corsa campestre | Madrid      | Corsa U20      | 28º        | 23'13"      |      |
| 1981 | Mondiali di corsa campestre | Madrid      | A squadre      | 4º         | 80 p.       |      |
| 1982 | Europei                     | Atene       | 1500 m piani   | Batteria   | 3'43"05     |      |
| 1982 | Mondiali di corsa campestre | Roma        | Corsa U20      | Bronzo     | 22'48"7     |      |
| 1982 | Mondiali di corsa campestre | Roma        | A squadre      | Argento    | 37 p.       |      |
| 1983 | Mondiali                    | Helsinki    | 1500 m piani   | Semifinale | 3'41"78     |      |
| 1984 | Giochi olimpici             | Los Angeles | 1500 m piani   | Semifinale | 3'37"96     |      |
| 1984 | Mondiali di corsa campestre | Madrid      | Corsa seniores | 54º        | 34'40"      |      |
| 1984 | Mondiali di corsa campestre | Madrid      | A squadre      | 5º         | 258 p.      |      |
| 1985 | Europei indoor              | Il Pireo    | 1500 m piani   | 7º         | 3'41"26     |      |
| 1985 | Universiadi                 | Kōbe        | 5000 m piani   | Oro        | 13'56"48    |      |
| 1986 | Europei indoor              | Madrid      | 3000 m piani   | Argento    | 7'59"12     |      |
| 1986 | Europei                     | Stoccarda   | 5000 m piani   | Argento    | 13'11"57    |      |
| 1986 | Europei                     | Stoccarda   | 10000 m piani  | Oro        | 27'56"79    |      |
| 1988 | Giochi olimpici             | Seul        | 5000 m piani   | 7º         | 13'26"17    |      |
| 1989 | Mondiali indoor             | Budapest    | 3000 m piani   | 8º         | 7'53"73     |      |
| 1989 | Universiadi                 | Duisburg    | 5000 m piani   | Oro        | 13'39"04    |      |
| 1990 | Europei                     | Spalato     | 5000 m piani   | 7º         | 13'27"13    |      |
| 1990 | Europei                     | Spalato     | 10000 m piani  | Bronzo     | 28'04"46    |      |

## Campionati nazionali
- 1 volta campione nazionale assoluto dei 1500 m piani (1985)
- 4 volte campione nazionale assoluto dei 5000 m piani (1984, 1986, 1989, 1991)
- 3 volte campione nazionale assoluto indoor dei 3000 m piani (1985, 1986, 1989)

1980
- 5º ai campionati italiani assoluti, 5000 m piani - 13'56"0

1981
- Bronzo ai campionati italiani assoluti, 5000 m piani - 13'52"51

1982
- Bronzo ai campionati italiani assoluti indoor, 3000 m piani - 8'00"91

1983
- Argento ai campionati italiani assoluti, 1500 m piani - 3'38"63
- 8º ai campionati italiani di corsa campestre - 35'28"

1984
- Oro ai campionati italiani assoluti, 5000 m piani - 13'48"27
- Argento ai campionati italiani assoluti indoor, 3000 m piani - 7'59"83
- 10º ai campionati italiani di corsa campestre - 34'49"

1985
- Oro ai campionati italiani assoluti, 1500 m piani
- Argento ai campionati italiani assoluti, 5000 m piani - 13'30"82
- Oro ai campionati italiani assoluti indoor, 3000 m piani - 7'48"88

1986
- Oro ai campionati italiani assoluti, 5000 m piani - 13'56"61
- Oro ai campionati italiani assoluti indoor, 3000 m piani - 8'03"44
- Argento ai campionati italiani di corsa campestre - 34'55"

1988
- Argento ai campionati italiani assoluti, 5000 m piani - 13'41"74
- Argento ai campionati italiani assoluti indoor, 3000 m piani - 8'01"17

1989
- Oro ai campionati italiani assoluti, 5000 m piani - 13'54"55
- Oro ai campionati italiani assoluti indoor, 3000 m piani - 7'54"28

1991
- Oro ai campionati italiani assoluti, 5000 m piani - 13'43"98

1992
- Argento ai campionati italiani assoluti indoor, 1500 m piani

## Altre competizioni internazionali
1979
- Bronzo alla Coppa Santo Stefano ( Vallecchia), 7,2 km

1980
- Oro alla Coppa Santo Stefano ( Vallecchia), 7,2 km - 21'22"

1983
- 7º al Golden Gala ( Roma), miglio - 3'55"96
- 7º alla Weltklasse Zürich ( Zurigo), 1500 m piani - 3'36"62
- 7º al Memorial Van Damme ( Bruxelles), 1500 m piani - 3'41"78
- 5º alla Scarpa d'oro ( Vigevano), 6,7 km - 18'55"
- 9º al Campaccio ( San Giorgio su Legnano) - 35'36"

1984
- 5º al Golden Gala ( Roma), 1500 m piani - 3'38"30
- 5º alla Scarpa d'oro ( Vigevano), 7,5 km - 25'36"
- Oro alla Coppa Carnevale ( Viareggio) - 33'44"

1985
- Argento in Coppa del mondo ( Canberra), 5000 m piani - 14'05"99
- 4º alla Weltklasse Zürich ( Zurigo), 5000 m piani - 13'21"05
- Oro ai Bislett Games ( Oslo), 1500 m piani - 3'36"30
- 6º al Golden Gala ( Roma), 1500 m piani - 3'38"21
- Bronzo alla Palermo d'Inverno ( Palermo), 9 km - 28'24"

1986
- Argento alla Grand Prix Final ( Roma), 5000 m piani - 13'14"29
- 4º ai Bislett Games ( Oslo), 10000 m piani - 27'43"97
- Argento al Golden Gala ( Roma), 5000 m piani - 13'14"29
- Bronzo alla Weltklasse Zürich ( Zurigo), 5000 m piani - 13'16"28
- Bronzo al Bauhaus-Galan ( Stoccolma), 5000 m piani - 13'23"30
- Bronzo al Rieti Meeting ( Rieti), 1500 m piani - 3'34"57
- Argento alla Scarpa d'Oro ( Vigevano), 8 km - 23'40"

1987
- 6º in Coppa Europa ( Praga), 1500 m piani - 3'47"57
- Oro alla Corsa di Santo Stefano ( Bologna), 5 miglia - 23'28"

1988
- 11º ai Bislett Games ( Oslo), 10000 m piani - 27'57"06
- Oro alla Scarpa d'oro ( Vigevano), 8 km - 23'48"
- Oro alla Coppa Carnevale ( Viareggio) - 29'54"

1989
- Bronzo al Golden Gala ( Pescara), 5000 m piani - 13'29"47
- Oro alla Corrida di San Geminiano ( Modena), 13,1 km - 38'14"
- Argento al Trofeo Città di Trecastagni ( Trecastagni), 9 km - 27'07"
- Oro al Memorial Barsacchi ( Viareggio) - 29'38"

1990
- 10º ai Bislett Games ( Oslo), 10000 m piani - 27'56"30
- 9º alla Weltklasse Zürich ( Zurigo), 5000 m piani - 13'24"98
- Bronzo al Golden Gala ( Bologna), 5000 m piani - 13'25"59
- 12º al Bauhaus-Galan ( Stoccolma), 5000 m piani - 13'42"42
- 13º al Memorial Van Damme ( Bruxelles), 5000 m piani - 13'45"72

1991
- 7º al Golden Gala ( Roma), 5000 m piani - 13'17"79
- 6º ai Bislett Games ( Oslo), 5000 m piani - 13'20"02
- 8º all'Herculis ( Monaco), 1500 m piani - 3'36"00

1992
- 4º al Cross di Alà dei Sardi ( Alà dei Sardi) - 32'51"
- 5º al Cross della Vallagarina ( Villa Lagarina) - 28'47"

1993
- 11º al Cross della Vallagarina ( Villa Lagarina) - 29'41"

1994
- 18º al Giro podistico internazionale di Castelbuono ( Castelbuono) - 35'20"